# Thlaspi jankae
Thlaspi jankae là một loài thực vật có hoa trong họ Cải. Loài này được A.Kern. miêu tả khoa học đầu tiên năm 1867.